# 和歌体十種
『和歌体十種』（わかたいじっしゅ）は、天慶八年（945年）、紀貫之の門弟であり『古今和歌集』の撰者の一人である壬生忠岑が著した歌論書。
その漢文の序において、和歌の体を「古歌体」・「神妙体」・「直体」・「余情体」・「写思体」・「高情体」・「器量体」・「比興体」・「華艶体」・「両方体」の十種に分類している。